# Allen Daviau
Allen Daviau (Nueva Orleans, Luisiana, 14 de junio de 1942-Los Ángeles, California, 15 de abril de 2020) fue un director de fotografía estadounidense.

## Biografía
Inició su carrera fotografiando videos musicales y luego, de la mano de Spielberg, logró plasmar desde la imagen el toque más profundo y naturalista de la obra del director, a través de una luz que los especialistas destacaron como poseedora de un resplandor único, de marcados tonos predominantemente dorados[cita requerida].
Fue el responsable de la fotografía de los tres títulos que los expertos califican como los más intimistas de toda la carrera de Spielberg: E. T., el extraterrestre (1982), El color púrpura (1985) y El imperio del sol (1987). Las otras dos nominaciones al premio de la Academia, que nunca ganó, las obtuvo por dos películas dirigidas por Barry Levinson: Avalon (1990) y Bugsy (1991).
Su carrera en Hollywood incluyó películas como La traición del halcón, Sin miedo a la vida, Congo y Visa al paraíso, entre otros títulos exitosos de las décadas de 1980 y 1990. Su último trabajo importante en Hollywood fue en 2004 con Van Helsing: cazador de monstruos.

## Fallecimiento
Falleció a los setenta y siete años el 15 de abril de 2020 debido a la pandemia por coronavirus en la Motion Picture & Television Country House and Hospital de Los Ángeles, una comunidad de retiro para profesionales donde sucedieron varios fallecimientos por la misma causa.

## Filmografía selecta
- Amblin' (1968)
- Close Encounters of the Third Kind (1977)
- Rage! (1980)
- E.T., el extraterrestre (1982)
- Indiana Jones and the Temple of Doom (1984)
- El color púrpura (1985)
- El imperio del sol (1987)
- Avalon (1990)
- Bugsy (1991)
- Sin miedo a la vida (1993)
- Congo (1995)
- The Astronaut's Wife (1999)
- La película de Tigger (2000)
- Van Helsing (2004)

## Premios y distinciones
Premios Óscar
| Año  | Categoría        | Película                | Resultado |
| ---- | ---------------- | ----------------------- | --------- |
| 1983 | Mejor fotografía | E.T., el extraterrestre | Nominado  |
| 1986 | Mejor fotografía | El color púrpura        | Nominado  |
| 1988 | Mejor fotografía | El imperio del sol      | Nominado  |
| 1991 | Mejor fotografía | Avalon                  | Nominado  |
| 1992 | Mejor Fotografía | Bugsy                   | Nominado  |